# James Taliaferro

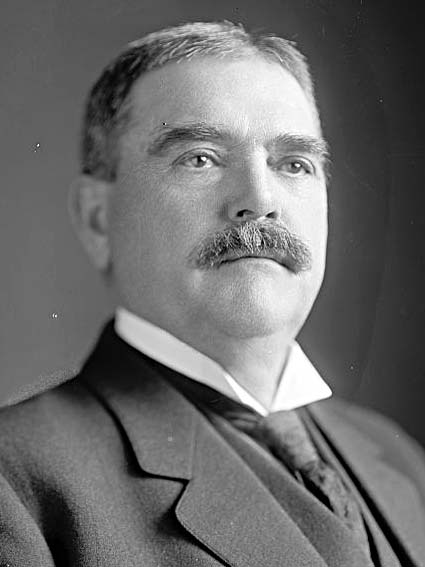
James Taliaferro

James Piper Taliaferro (* 30. September 1847 in Orange, Orange County, Virginia; † 6. Oktober 1934 in Jacksonville, Florida) war ein US-amerikanischer Politiker (Demokratische Partei), der den Bundesstaat Florida im US-Senat vertrat.
Nach Abschluss seiner Schulausbildung trat James Taliaferro 1864 der Konföderiertenarmee bei, für die er bis zum Ende des Sezessionskrieges kämpfte. 1866 zog er dann nach Jacksonville in Florida, wo er sich im Bauholzgewerbe betätigte und weiteren Geschäften nachging. Er verdiente sein Geld auch im Eisenbahnbau und wurde später Präsident der First National Bank von Tampa.
Taliaferros politische Laufbahn begann im Jahr 1899 mit der Wahl in den Senat in Washington, dem er ab dem 20. April dieses Jahres angehörte; zum ursprünglichen Beginn der Amtsperiode am 4. März war der Sitz zunächst vakant geblieben. Nach einer Wiederwahl im Jahr 1904 trat er auch 1910 wieder an, errang diesmal aber keine Mehrheit in der Staatslegislative von Florida, die zu diesem Zeitpunkt noch die Senatoren wählte, und musste somit am 3. März 1911 aus dem Kongress ausscheiden. Während seiner Zeit im Senat war er Vorsitzender mehrerer Ausschüsse.
In der Folge zog sich James Taliaferro aus der Politik zurück. Er war wieder als Geschäftsmann tätig und ging 1920 in den Ruhestand.